# Agrimonia gryposepala
Agrimonia gryposepala är en rosväxtart som beskrevs av Carl Karl Friedrich Wilhelm Wallroth. Agrimonia gryposepala ingår i släktet småborrar, och familjen rosväxter. Inga underarter finns listade i Catalogue of Life.

## Bildgalleri

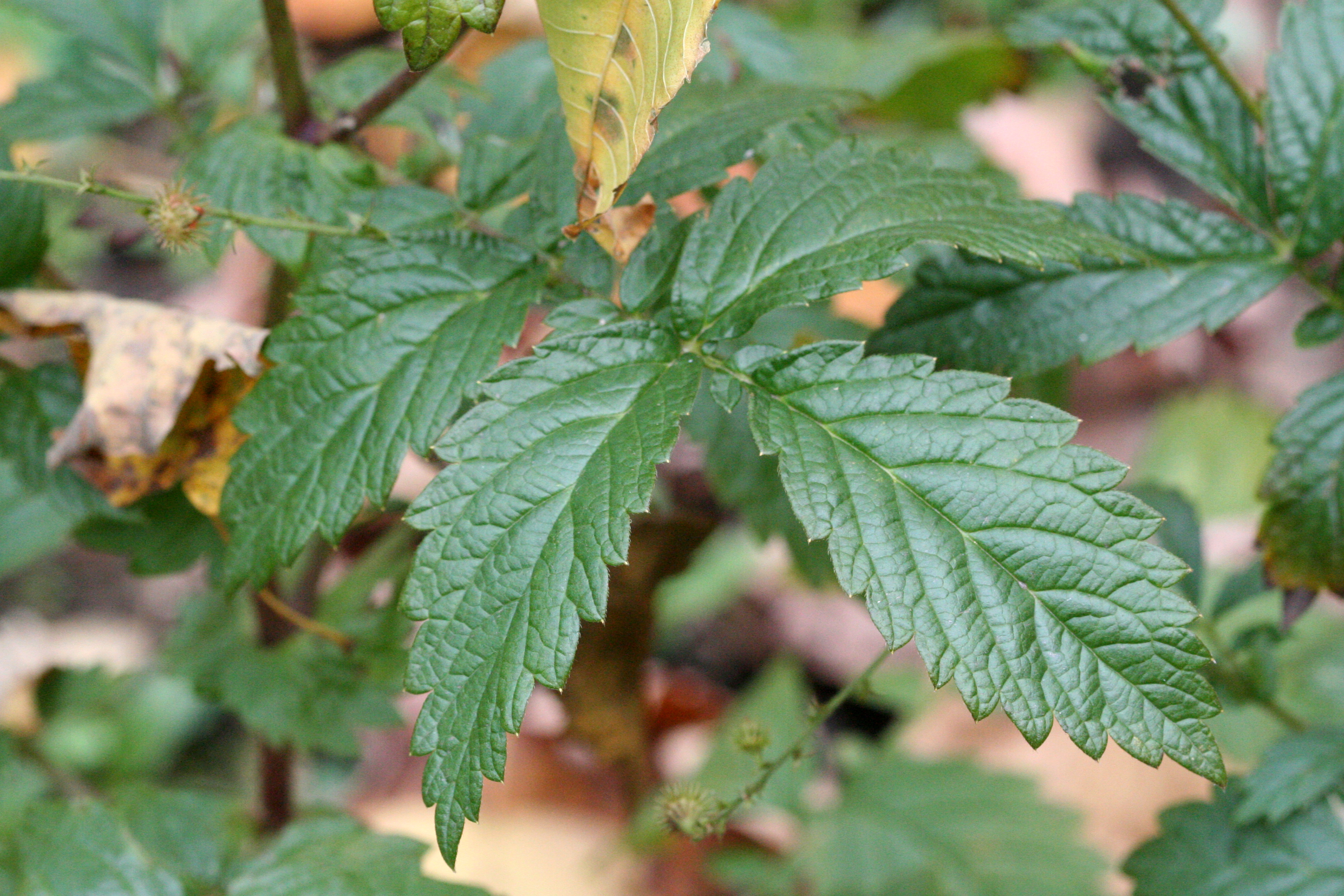